# Margareta Christensson
Margareta Linnéa Christensson, född Sahlin den 4 januari 1910 i Fresta socken, Stockholms län, död den 8 juni 2008 i Oscars församling, Stockholm, var en svensk konstnär.
Hon var dotter till Peter Sahlin och Mina Jakobsson samt från 1934 gift med ingenjören K.G. Christensson. 
Christensson studerade vid Otte Skölds målarskola 1940–1942 och vid Isaac Grünewald målarskola 1943 samt för Othon Friesz i Paris 1948 och under studieresor till bland annat Nederländerna, Belgien och Italien. Separat ställde hon ut i Umeå 1945 och i Sundsvall 1946; hon medverkade i samlingsutställningar med Jämtlands läns konstförening. Hennes konst består av stilleben, figurer och dekorativa landskap i olja. Christensson är begravd på Lidingö kyrkogård.